# 사막의 춤
사막의 춤(Dancing In The Dust, Raghs Dar Chobar)은 이란에서 제작된 아쉬가르 파라디 감독의 2003년 드라마 영화이다. 파라마즈 가리비안 등이 주연으로 출연하였고 Iraj Taghipour 등이 제작에 참여하였다.

## 출연

### 주연
- 파라마즈 가리비안
- 유세프 코다파라스트

## 제작진
- 미술: 아쉬가르 파라디